# Aschot III. Bagratuni

Feudal-Herrschaften von Armenien um das Jahr 1000

Aschot III. Bagratuni (auch: Aschot der Blinde; armenisch Աշոտ Կուրացյալ; * um 690; † 762) war ein Fürst aus der Familie der Bagratuni. Er war Fürst des Ostikhanats Arminiya ab 726 und trug von 732 bis 748 den Titel Ishkhan (ishxan). Er war der Neffe von Sembat VI. Bagratuni.
Durch einen Sieg über einen der Emire, die sich gegen Bagdad erhoben und Armenien angegriffen hatten, gewann er das Vertrauen das Kalifats. Sein Aufstieg zur Macht war gleichzeitig der Aufstieg der Familie der Bagratiden.
732 ernannte ihn Kalif Hischām ibn ʿAbd al-Malik zum Fürst von Arminiya, aber er musste sich zunächst gegen Revolten der söhne von Sembat VI. durchsetzen, welche die Güter ihres Vaters beanspruchten. Außerdem kämpften auch die Brüder David und Grigor Mamikonian (armenisch Գրիգոր Բ Մամիկոնյան, Grigor B Mamikonjan) um die Vorherrschaft in Armenien.
Grigor Mamikonian wurde tatsächlich 745 zum Fürst von Arminiya ernannt, aber mit Unterstützung des Kalifen zwang Aschot die Brüder 746 ins Exil in den Jemen. Sie kehrten jedoch bereits 748 nach Armenien zurück. Aschot ließ David Mamikonian einkerkern und hinrichten. Grigor revanchierte sich, indem er Aschot gefangen nahm und ihn Blenden ließ. Bald darauf, 750, wurden die Umayyaden-Kalifen abgesetzt und von den Abbasiden massakriert und Aschot, der zu eng mit den Umeyyaden in Verbindung stand, wurde entmachtet. Der Titel „Fürst von Arminiya“ wurde ihm aberkannt und er wurde schutzlos dem Neid der konkurrierenden feudalen Häuser Armeniens ausgeliefert. Zu seinen besten Zeiten war seine Macht war so groß, dass er innerhalb kurzer Zeit eine Armee von 90.000 Männern ausheben und in die Schlacht senden konnte.
Er hatte zwei Söhne: Sembat VII. Bagratuni (Սմբատ Է Բագրատունի) und Vasak Bagratuni (Վասակ Բագրատունի).
Sein Nachfolger wurde sein Cousin Sahak VII. Bagratuni (Սահակ Գ Բագրատունի), der ab 755 als Nacharar auftrat.